# دييغو كاسترو
دييغو كاسترو (بالإسبانية: Diego Castro)‏ (مواليد 2 يوليو 1982 في بونتيفيدرا - إسبانيا) لاعب كرة قدم إسباني يلعب حاليا لصالح نادي الدرجة الأولى ريال سبورتنغ خيخون الإسباني منذ 2006 في مركز الجناح الأيسر كما يجيد اللعب في مركز الجناح الأيمن . .

## روابط خارجية
- دييغو كاسترو على موقع الاتحاد الأوربي (الإنجليزية)
- دييغو كاسترو على موقع قاعدة بيانات كرة القدم.إي يو (الإنجليزية)
- دييغو كاسترو على موقع Soccerbase.com (لاعب) (الإنجليزية)
- دييغو كاسترو على موقع Soccerway.com (الإنجليزية)
- دييغو كاسترو على موقع عالم كرة القدم.نت (الإنجليزية)
- دييغو كاسترو على موقع كووورة
- دييغو كاسترو على موقع AS.com (الإسبانية)